# Ostnáč jednovousý
Ostnáč jednovousý (Monocirrhus polyacanthus) je sladkovodní paprskoploutvá ryba z čeledi Polycentridae. Pochází z Jižní Ameriky – z Kolumbie, Venezuely, Brazílie, Peru a Bolívie. Jedná se o jediného známého zástupce rodu Monocirrhus.